# Puiseux-en-Bray
Puiseux-en-Bray é uma comuna francesa na região administrativa de Altos da França, no departamento de Oise. Estende-se por uma área de 8,01 km². Em 2010 a comuna tinha 418 habitantes (densidade: 52,2 hab./km²).